# Jadranka Dakić
Jadranka Dakić, slovenska ekonomistka in političarka, * 13. julij 1955, Ljubljana.
Leta 2006 je bila na Listi Zorana Jankovića izvoljena v Mestni svet Mestne občine Ljubljana in bil nato imenovana za podžupanjo.